# Thaksinthelphusa yongchindaratae
Thaksinthelphusa yongchindaratae is een krabbensoort uit de familie van de Gecarcinucidae. De wetenschappelijke naam van de soort is voor het eerst geldig gepubliceerd in 1988 door Naiyanetr.